# Валенсія (провінція)
Вале́нсія (ісп. Valencia, вал. València) — провінція на сході Іспанії у складі автономного співтовариства Валенсія. Адміністративний центр — місто Валенсія.

## Географія

### Клімат
| Кліматограма провінції Валенсія                                                                | Кліматограма провінції Валенсія | Кліматограма провінції Валенсія | Кліматограма провінції Валенсія | Кліматограма провінції Валенсія | Кліматограма провінції Валенсія | Кліматограма провінції Валенсія | Кліматограма провінції Валенсія | Кліматограма провінції Валенсія | Кліматограма провінції Валенсія | Кліматограма провінції Валенсія | Кліматограма провінції Валенсія |
| ---------------------------------------------------------------------------------------------- | ------------------------------- | ------------------------------- | ------------------------------- | ------------------------------- | ------------------------------- | ------------------------------- | ------------------------------- | ------------------------------- | ------------------------------- | ------------------------------- | ------------------------------- |
| С                                                                                              | Л                               | Б                               | К                               | Т                               | Ч                               | Л                               | С                               | В                               | Ж                               | Л                               | Г                               |
| 34 10 4                                                                                        | 46 15 5                         | 44 17 6                         | 57 23 10                        | 15 27 12                        | 27 32 17                        | 15 36 19                        | 23 34 17                        | 35 29 15                        | 37 22 13                        | 69 15 8                         | 32 10 4                         |
| Середня макс. і мін. температури повітря (°C) Атмосферні опади (мм), за рік : 434 мм. Джерело: |                                 |                                 |                                 |                                 |                                 |                                 |                                 |                                 |                                 |                                 |                                 |